# Lucy Lloyd

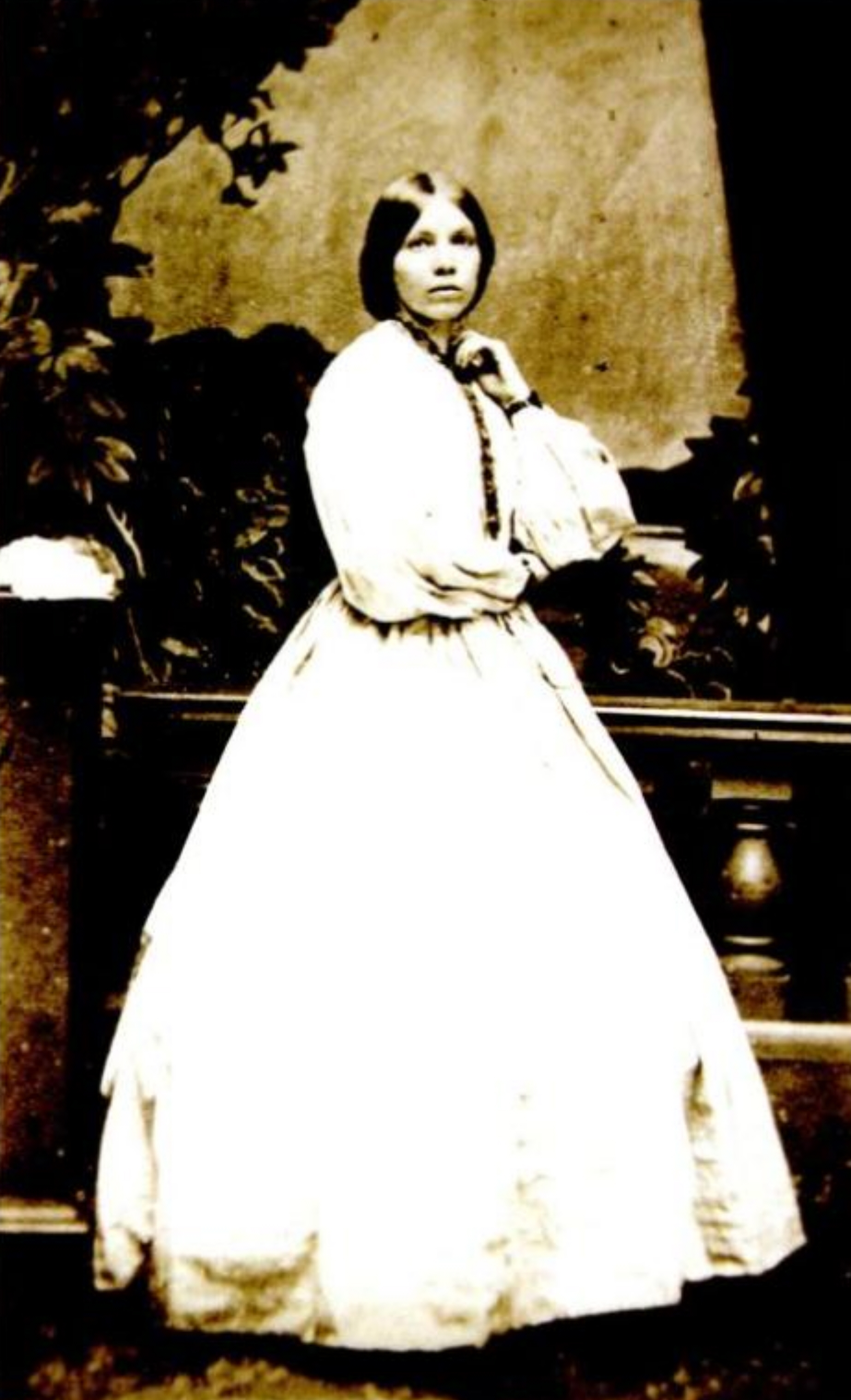
Lucy Lloyd um 1862

Lucy Catherine Lloyd (* 7. November 1834 in Norberry, Staffordshire, England; † 31. August 1914 in Mowbray, Kapstadt) war eine englische Ethnologin. Sie leistete einen grundlegenden Beitrag bei der ethnologischen Erfassung südafrikanischer Kulturen.

## Leben

### Jugend
Lucy Lloyd war die zweitälteste Tochter von William Henry Cynric Lloyd und seiner ersten Frau Lucy Anne Jeffreys. Der Vater war Rektor in Norbury und Vikar in Ranton, zweier Ortschaften in Staffordshire. Daneben war er der Kaplan des Earl of Lichfield. Die Mutter war die Tochter eines Geistlichen, starb aber schon 1842, als Lucy Lloyd acht Jahre alt war. Von da an lebte Lucy Lloyd mit ihren Schwestern bei ihrem Onkel und dessen Frau, Sir John and Caroline Dundas. Die Kinder erhielten eine angemessene, liberale Schulbildung.

### Reise nach Afrika
1847 wurde Robert Gray (1809–1872) zum Bischof von Kapstadt geweiht. Er gründete die Diözese Natal, wo nun Geistliche benötigt wurden. 1849, als Lucy Lloyd 14 Jahre alt war, wurde ihr Vater nach Durban im südlichen Afrika geschickt. Er wurde Oberst und Militärkaplan und später Archidiakon. Er nahm seine Familie mit nach Afrika und so auch Lucy Lloyd mit ihrer Schwester Jemima, zu der sie eine sehr enge Beziehung hatte. Als Lucy Lloyd ihrem Vater den Zugriff auf ihr Erbe versagte, kam es zum Zerwürfnis, und sie musste ihre Familie verlassen. Lloyd arbeitete dann auf der Farm der Familie Middleton und verlobte sich mit dem weit gereisten George Woolley. Aufgrund einer Intrige löste Lloyd aber die Verlobung, was sie ihr Leben lang bedauerte. Sie gab sich auch die Schuld für den frühen Tod ihres Verlobten.

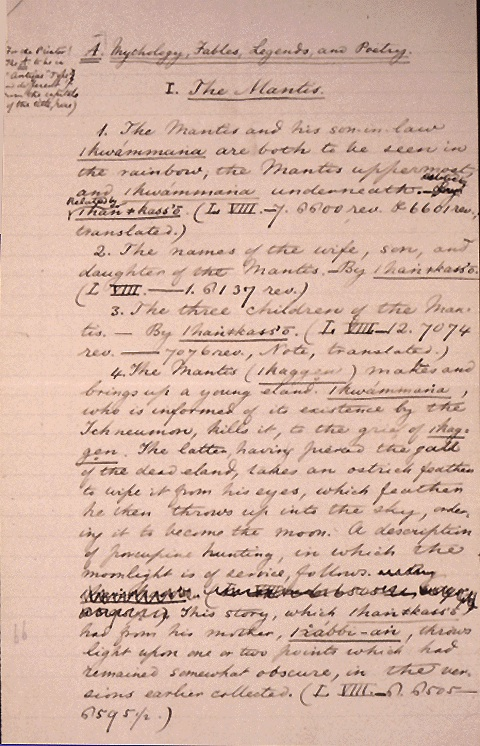
Mythology, Fables, Legends and Poetry

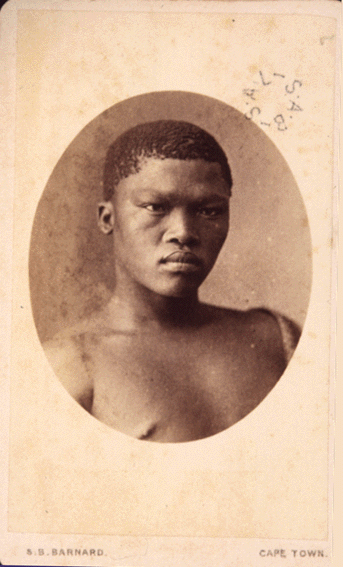
ǀAǃkunta (alias Klaas Stoffel) – Der junge Mann aus der Nähe von Strontbergen war bei Dr. Bleek in Mowbray vom 29. August 1870 bis zum 15. Oktober 1873. Er trug zwei Stücke zu dem Buch Specimens of Bushman folklore bei.

### Die Arbeit mit Bleek
Lloyds Schwester Jemima heiratete am 22. November 1862 Wilhelm Bleek, der Kurator der Grey Collection an der Südafrikanischen Bibliothek in Kapstadt war. Bei einem Schiffsunglück, auf der Reise zur Hochzeit ihrer Schwester, verlor Lloyd ihre gesamte Habe. Sie wohnte von nun an bei den Bleeks in Mowbray. Als 1870 der erste Proband vom Volk der San nach Mowbray kam, begann Lloyd ihre Studien in Mündlicher Überlieferung, auch unter dem Begriff Oral History bekannt. Bleek bildete Lloyd aus, damit sie ihm bei seiner Arbeit helfen konnte, insbesondere bei seinen Studien über die San, bei der Dokumentation der Sprache und dem Volkstum.
Die Probanden waren meist Häftlinge aus Kapstadt, die für Verbrechen wie Diebstahl und Mord verurteilt worden waren. Sie waren die letzten Überlebenden nach Jahrhunderten der Kolonisierung in Südafrika. Die Probanden wurden zu Bleeks Haus gebracht, das in relativ ländlicher Gegend lag. Einige San lebten Monate oder sogar Jahre in Bleeks Garten. Einige der Probanden wurden auch von ihren Verwandten besucht. Unter ihnen waren sowohl Kinder als auch Erwachsene. Sie alle wurden von Bleek und Lloyd befragt. Die Interviews wurden als Geschichten, Zeichnungen und Aquarelle dokumentiert. Lloyd erwies sich als sehr gelehrige Schülerin und bis zum Tod von Bleek im Jahre 1875 war sie für zwei Drittel seiner Texte verantwortlich sowie auch für den zweiten Bericht an das südafrikanische Parlament. Gemäß einem Zusatz zu Bleeks Testament führte Lloyd dessen Studien über die San nach seinem Tod weiter. Sie wurde dabei von Bleeks Witwe, ihrer Schwester, unterstützt.
Lloyd wurde als Nachfolgerin Bleeks zur Kuratorin der Grey Collection ernannt, allerdings bei halbem Gehalt. Sie nahm diese Stelle nur widerstrebend an. Nun edierte sie die vielen Manuskripte Bleeks; in ihrer Freizeit führte sie aber ihre eigenen Forschungen fort. Ab 1875 begann sie mit George W. Stow zu korrespondieren, der die Kunst der San dokumentierte. Mit Lloyds Unterstützung konnte Stow 1876 sein Buch The Native Races of Southern Africa veröffentlichen.
Die Beziehungen Lloyds zu den Kolonialbehörden verschlechterten sich so, dass man 1880 an ihrer Stelle Dr. Theophilus Hahn zum Kurator ernannte. Damit endete ihre Arbeit an der Südafrikanischen Bibliothek. Lloyd hielt Hahn für unfähig, aber ihre Interventionen zusammen mit den Treuhändern der Grey Collection blieben erfolglos. Zwei Jahre später gab Hahn auf. Die Stelle wurde nie wieder besetzt.
1882 starb George W. Stow, und Lloyd erhielt seine Transparentzeichnungen, die Kopien der „Buschmann“ Malerei sowie die Manuskripte von Stows Frau. Mit Hilfe des Historikers George McCall Theal konnte Lloyd diese Unterlagen zusammen mit eigenen Fotografien edieren und 1905 veröffentlichen.

### Rückkehr nach Europa
1883 kehrte Lloyd zusammen mit ihrer Schwester Fanny aufgrund finanzieller Schwierigkeiten und gesundheitlicher Probleme nach England zurück. Die jahrelange anstrengende Arbeit und das ungesunde Leben hatten sie erschöpft. 1884 erschien dann ihr nächstes Buch. Um 1887 begann sie ihre Nichte Dorothea Bleek, die Tochter Wilhelm Bleeks, in der Sansprache zu unterrichten. Die Familie Bleek war inzwischen nach Deutschland zurückgekehrt. Lloyd reiste zwischen Deutschland, der Schweiz und England hin und her.
1889 übersandte sie den dritten Bericht, die Bushman Researches, an die Regierung in Kapstadt. Er enthielt 4.543 Halbseiten an Text. Zwischen 1905 und 1907 reiste sie einige Male nach Südafrika. 1911 veröffentlichte Lloyd das Buch Specimens of Bushman Folklore. Es enthielt eine Auswahl von Texten aus Bleeks und Lloyds Projekten, die Lloyd trotz ihrer schwierigen persönlichen Lage ediert hatte. Darunter sind 87 Legenden der San, Mythen und andere traditionelle Geschichten. Die Geschichten wurden in Interviews mit fünf Männern erfasst und später durch Bleek übersetzt. Ferner sind Zeichnungen der Felsmalereien enthalten. Für ihre Verdienste erhielt sie, als erste Frau, die Ehrendoktorwürde der Universität Kapstadt.
1912 kehrte Lloyd endgültig nach Afrika zurück. Sie starb im August 1914, 79 Jahre alt, und wurde auf dem Friedhof in Wynberg Kapstadt neben Wilhelm Bleek begraben.

## Werke
- Wilhelm Heinrich Immanuel Bleek, Lucy Catherine Lloyd, George McCall Theal: Specimens of Bushman Folklore, London 1911 (dt. Kurzfassung: Mythen und Märchen der Buschmann-Völker / aus den Sammlungen von Wilhelm H. I. Bleek und Lucy C. Lloyd., Basel, Zbinden und Hügin 1938 ISBN 3-85630-618-8)
- Wilhelm Heinrich Immanuel Bleek, Lucy Catherine Lloyd: The Mantis and His Friends: Bushman Folklore, veröffentlicht 1924
- The Bleek and Lloyd notebooks on ǃXam Bushman folklore. herausgegeben von Andrew Bank, 2006